# Heteropelma nigricorne
Heteropelma nigricorne là một loài tò vò trong họ Ichneumonidae.